# Relais 4 × 400 mètres féminin aux Jeux olympiques d'été de 1976
Navigation
Munich 1972 Moscou 1980
L'épreuve du relais 4 × 400 mètres féminin aux Jeux olympiques de 1976 s'est déroulée les 30 au 31 juillet 1976 au Stade olympique de Montréal, au Canada. Elle est remportée par l'équipe d'Allemagne de l'Est (Doris Maletzki, Brigitte Rohde, Ellen Streidt et Christina Brehmer) qui établit un nouveau record du monde en 3 min 19 s 23.

## Résultats

### Finale
| Rang               | Athlète              | Pays                                                               | Temps         | Notes |
| ------------------ | -------------------- | ------------------------------------------------------------------ | ------------- | ----- |
| Médaille d'or      | Allemagne de l'Est   | Doris Maletzki Brigitte Rohde Ellen Streidt Christina Brehmer      | 3 min 19 s 23 | WR    |
| Médaille d'argent  | États-Unis           | Debra Sapenter Sheila Ingram Pamela Jiles Rosalyn Bryant           | 3 min 22 s 81 |       |
| Médaille de bronze | Union soviétique     | Inta Kļimoviča Lyudmila Aksenova Natalia Sokolova Nadezhda Ilyina  | 3 min 24 s 24 |       |
| 4                  | Australie            | Judy Canty Verna Burnard Charlene Rendina Beth Nail                | 3 min 25 s 56 |       |
| 5                  | Allemagne de l'Ouest | Claudia Steger Dagmar Fuhrmann Elke Barth Rita Wilden              | 3 min 25 s 71 |       |
| 6                  | Finlande             | Marika Lindholm Pirjo Häggman Mona-Lisa Pursiainen Riitta Salin    | 3 min 25 s 87 |       |
| 7                  | Grande-Bretagne      | Liz Barnes Gladys Taylor Verona Elder Donna Murray                 | 3 min 28 s 01 |       |
| 8                  | Canada               | Margaret Stride Joyce Yakubowich Rachelle Campbell Yvonne Saunders | 3 min 28 s 91 |       |

## Légende
Records et Performances
- AR : Record continental (area record)
- CR : Record des championnats (championship record)
- MR : Record du meeting (meet record)
- NR : Record national (national record)
- OR : Record olympique (olympic record)
- PR : Record paralympique (paralympic record)
- PB : Record personnel (personal best)
- SB : Meilleure performance personnelle de la saison (season's best)
- WL : Meilleure performance mondiale de l'année (world leader)
- WJR : Record du monde junior (world junior record)
- WR : Record du monde (world record)

Circonstances et Conditions
- DNF : N'a pas terminé (did not finish)
- DNS : N'a pas pris le départ (did not start)
- DQ : Disqualification (disqualification)
- NM : Aucun essai valable enregistré (No Mark)
- Q : Qualifié « directement » au prochain tour (ou à la prochaine compétition), lors d'une compétition majeure, grâce au classement ou à la réalisation des minima (automatic qualifier)
- q : Qualifié au prochain tour (ou à la prochaine compétition), lors d'une compétition majeure, grâce au repêchage ou à la réalisation de l'une des meilleures performances parmi celles des « non qualifiés directement » (grâce au meilleur temps ou à la meilleure distance par exemple) (secondary qualifier)